# Corinne Coman
Pour les articles homonymes, voir Coman.
 (mai 2019).
Si vous disposez d'ouvrages ou d'articles de référence ou si vous connaissez des sites web de qualité traitant du thème abordé ici, merci de compléter l'article en donnant les références utiles à sa vérifiabilité et en les liant à la section « Notes et références ».
Corinne Coman, née le 1er janvier 1983 en Guadeloupe, est une reine de beauté française. Elle a été élue Miss Guadeloupe 2002 puis Miss France 2003. Elle est la 73e Miss France.

## Biographie

### Enfance et études
Elle passe toute son enfance en Guadeloupe où elle obtient son bac à dix-sept ans, avec mention. Elle poursuit avec un DEUG sciences de la matière avant d'être admise à l'école d'ingénieurs de l'INSA de Toulouse en génie des procédés industriels en septembre 2002.

### Parcours sportif
Parallèlement à sa scolarité, elle pratique la natation de compétition faisant partie du Pôle Espoirs de Guadeloupe[réf. nécessaire].
Par la suite, elle pratique le fitness. Elle participe plusieurs fois aux championnats de France de fitness et reçoit une médaille de bronze de la fédération française de gymnastique, catégorie amateurs par équipe (Palais des Sports de Gerland à Lyon en 2002)[réf. nécessaire].

### Miss Guadeloupe
En août 2002, elle est élue Miss Guadeloupe 2002. 
Dans le même temps, elle obtient son admission à l’École d’ingénieurs de l’INSA à Toulouse en « génie des procédés industriels ». L’INSA a accepté de lui délivrer une dérogation d’un an pour son entrée en école d’ingénieurs[réf. nécessaire].

## Miss France
Le 14 décembre 2002, elle est élue Miss France 2003 au Palais des sports de Lyon, à Lyon et en direct sur TF1. Elle a alors dix-neuf ans. Elle est la deuxième Miss Guadeloupe élue Miss France, dix ans après Véronique de la Cruz (Miss France 1993).
Elle vit alors une année de représentations publiques aux côtés de Geneviève de Fontenay. Durant son année de Miss France, Corinne Coman s’est engagée aux côtés de l’ONG Aide et Action[réf. nécessaire].
Corinne Coman représente la France au concours Miss Europe (en) le 12 septembre 2003, qui se déroule au pavillon Baltard à Nogent-sur-Marne et est retransmis en direct sur TF1. Elle fait partie des demi-finalistes[réf. souhaitée].
Le 13 décembre 2003 à Deauville, elle transmet son titre à Lætitia Bléger, Miss Alsace élue Miss France 2004.

## Carrière post-Miss France

### Activités professionnelles et représentations
Corinne Coman a repris ses études. Elle les a achevées par un master 2 en marketing et communication des entreprises à l’Université Panthéon-Assas en 2009. 
Elle participe à des émissions de télévision ou des évènements. De retour en Guadeloupe de 2004 à 2007, elle travaille au sein du Conseil régional au service tourisme et avec le comité du tourisme des îles de Guadeloupe, pour la promotion de la Guadeloupe, en parallèle de sa reprise d'études. Elle tient aussi une page beauté dans le magazine de programmes TV de l'île.
En août 2004, elle présente la tombola du Bal de la Croix Rouge à Monaco aux côtés de Gaël Leforestier, en présence de la famille princière.
Le 3 décembre 2005, elle est membre du jury de l'élection de Miss France 2006.
En janvier 2007, Geneviève de Fontenay lui offre une place au sein du conseil d’administration du comité Miss France. Elle y reste jusqu'à la scission entre Fontenay et la Société Miss France d'Endemol.
Installée à nouveau en région parisienne depuis 2007, Corinne Coman est aujourd’hui[Quand ?] responsable marketing & communication au sein d'un cabinet d'avocats d'affaires à Paris.
En juin 2007, Corinne Coman retrace au travers d'une exposition nommée « L'Aventure Miss France » toute son année en tant qu'ambassadrice de la France en Guadeloupe. Geneviève de Fontenay et Cindy Fabre, Miss France 2005 y sont invitées d'honneur.
Elle a été l'égérie d'une marque de produits capillaires, Kariline de 2004 à 2012[réf. nécessaire].
Depuis 2008, Corinne Coman occupe le poste de responsable marketing & communication à Paris[réf. nécessaire].
Elle apparaît lors du défilé final de l’élection de Miss France 2013. Elle pose une question à une Miss finaliste de l'élection de Miss France 2023[réf. nécessaire].

### Engagements
Corinne Coman a participé 3 fois au jeu Fort Boyard sur France 2 : 
En 2004, elle joue pour l'association Naevus 2000. En 2008, elle y participe avec d'autres Miss France pour récolter des fonds pour l'association Ela. En 2012, elle est candidate une troisième fois pour une « Spéciale Halloween » en faveur de l'IFAW[réf. nécessaire].
En octobre 2007, Corinne Coman fait partie des 11 Miss France qui participe au projet Calendrier 2008, sur l'initiative de Sylvie Tellier, réalisé par Peter Lindbergh et en faveur de l'association Ela parrainée par Zinédine Zidane[réf. nécessaire].
En septembre 2015, elle fait partie avec d'autre Miss France, de l'association Les Bonnes Fées créée sur l'initiative de la directrice générale de la Société Miss France Sylvie Tellier[réf. nécessaire].
Fin 2015  Corinne Coman est l'une des douze personnalités figurant au calendrier caritatif Black and White 2016 de l'association Bridge the Gap[réf. nécessaire].
En 2017, elle prend position contre la situation en Guyane avec des « problématiques d’insécurité, de chômage et de grogne sociale ».

## Vie privée
En décembre 2013, elle donne naissance à un garçon prénommé Nelson. Elle devient maman une seconde fois en août 2021 d'un deuxième garçon prénommé Idris. Elle est la cousine du footballeur Kingsley Coman.

## Ses titres
- Demi-finaliste de Miss Europe 2003
- Miss France 2003[2]
- Miss Guadeloupe 2002[2]